# Páni z Homberka
Páni z Homberka byli český šlechtický rod, který byl vedlejší větví rozrodu Buziců.

## Historie
Jejich rodovým hradem byl Homberk nedaleko Příkosic. V zakládací listině augustiniánského kláštera svaté Dobrotivé v Zaječově z roku 1263 byl zmíněn Božděj z Mešna, který byl možný členem rodu Buziců nebo případně otcem Heřmana z Homberku. Samotný Heřman z Homberka byl prvně zmíněn v listině z roku 1284, kde jsou rovněž  jmenování ostatní vysocí královští úřednici, bylo to období internace českého krále Václava II. Otou Braniborským. Uvedení šlechtici byli v opozici vůči Závišovi z Falkenštejna. Heřman z Homberka je dále zmiňován v listině z roku 1298 týkající se podacího práva k jednomu z pražských kostelů a ještě jednou roku 1315 spolu s Vilémem Zajícem z Valdeka a Protivou z Rožmitálu, kdy stál na straně krále v jeho rozepři s Jindřichem z Lipé. V erbu měl rod černou hlavu svině na zlatém štítě. Heřman z Homberka měl dva syny Heřmana a Jana. Syny Heřmana I. se rod rozvětvil na tři samostatné vedlejší větve. Představitelem hlavní linie byl Jan z Homberku. Vedlejší větev sídlila ve Štěnovicích a jejím zástupcem byl Jaroslav ze Štěnovic. Třetí větev je zmíněna v roce 1329, jenž sídlila v Chotěšovičkách(dříve Chotěšovy) u Stříbra a jejím představitelem byl Oldřich. Jaroslav byl vlastníkem vsi Štěnovice kde postavil tvrz, dále vlastnil ves Losina, Chválenice, Čižice, byl poručníkem pánů na Homberku a jeho potomci byli téměř jedinými pokračovateli rodu. Přílišným rozrodem, část členu rodu zchudla a tak si dcera Janova syna Jaroslava vzala  jen prostého koláře. Dva členové rodu byli zabiti při rvačkách se sedláky. Syn Jaroslava mladšího Heřman byl členem loupežnické bandy, která přepadávala na obchodních stezkách na Plzeňsku kupce a církevní hodnostáře. Heřman se akcí přímo neúčastnil, posílal za sebe své lidi. Krádež církevního majetku se rovnala hrdelnímu zločinu. Po prozrazení byl zatčen a vězněn Rožmberky. Jeho otec se jej pokusil vykoupit, avšak to nepomohlo a byl v roce 1405 sťat. Od podzimu 1406 až  do jara roku 1407 obléhalo hrad Homberk královské vojsko vedené královská purkrabím hradu Žebrák Janem z Lestkova. Důvodem k obléhání byla nedobrá pověst majitele panství, obléhání bylo nařízeno českým králem Václavem IV. Majitel hradu Blehův syn Sezema byl zatčen a  následně sťat. Ostatní členové rodu uhájili zbylý rodový majetek před konfiskací. Synem Jana Hájka, Janem z Homberku a jeho potomků nevymřeli Homberkové v 15. století, ale dle písemných záznamů jsou připomínání v 16. století. V roce 1519 byl zmiňován Oldřich Homberk z Homberku.

## Rodokmen
1. Heřman z Homberka
  1. Heřman z Homberka
    1. Jaroslav ze Štěnovic
      1. Heřman z Vlčic
        1. Heřman z Vlčic

      2. Sezema z Čižic
      3. Jaroslav starší z Homberka
        1. Heřman z Homberka
          1. Jan Hájek ∞ Alžběta Velflová
            1. Jan z Homberka
              - Homburkové z Homberka

          2. Oldřich z Hostomic

        2. Jaroslav mladší z Homberka
          1. Heřman z Homberka
            1. Zbyněk

        3. Jan z Homberka
          1. Zbyněk z Homberka
          2. Jan
            1. Jaroslav

        4. Bohuslava
        5. Žofie
        6. Hercie

      4. Bleh(Blahuta) z Homberka
        1. Sezema z Homberka
        2. Barbora ∞ Petr Chlumek z Korna
          1. Petr Chlumek mladší z Korna

      5. Jan z Homberka

    2. Oldřich z Chotěšoviček
      1. Zbyněk ze Štěnovic

  2. Jan z Homberka
    1. Jan z Homberka
      1. Jindřich, rektor
      2. Jiří[3]